# Virecourt
Virecourt település Franciaországban, Meurthe-et-Moselle megyében. Lakosainak száma 499 fő (2022. január 1.). Virecourt Bainville-aux-Miroirs, Bayon, Froville, Mangonville, Roville-devant-Bayon és Villacourt községekkel határos.

## Népesség
A település népessége az elmúlt években az alábbi módon változott:
| Lakosok száma | 285  | 393  | 400  | 434  | 466  | 461  | 470  | 491  | 494  | 499  |
|               | 1968 | 1982 | 1990 | 2006 | 2013 | 2015 | 2017 | 2019 | 2020 | 2022 |